# Іст-Тейлор Тауншип (округ Кембрія, Пенсільванія)
Іст-Тейлор Тауншип (англ. East Taylor Township) — селище (англ. township) в США, в окрузі Кембрія штату Пенсільванія. Населення — 2422 особи (2020).

## Демографія
Згідно з переписом 2010 року, у селищі мешкало 2726 осіб у 1095 домогосподарствах у складі 794 родин. Було 1160 помешкань
Расовий склад населення:
| - 97,5 % — білих - 1,4 % — чорних або афроамериканців - 0,3 % — азіатів - 0,1 % — корінних американців |

До двох чи більше рас належало 0,6 %. Частка іспаномовних становила 0,7 % від усіх жителів.
За віковим діапазоном населення розподілялося таким чином: 20,6 % — особи молодші 18 років, 59,7 % — особи у віці 18—64 років, 19,7 % — особи у віці 65 років та старші. Медіана віку мешканця становила 45,2 року. На 100 осіб жіночої статі у селищі припадало 92,9 чоловіків;  на 100 жінок у віці від 18 років та старших — 92,4 чоловіків також старших 18 років.
Середній дохід на одне домашнє господарство  становив 58 038 доларів США (медіана — 51 429), а середній дохід на одну сім'ю — 68 707 доларів (медіана — 68 375). Медіана доходів становила 41 117 доларів для чоловіків та 31 250 доларів для жінок. За межею бідності перебувало 5,5 % осіб, у тому числі 5,5 % дітей у віці до 18 років та 1,1 % осіб у віці 65 років та старших.
Цивільне працевлаштоване населення становило 1313 осіб. Основні галузі зайнятості: освіта, охорона здоров'я та соціальна допомога — 28,6 %, виробництво — 12,4 %, роздрібна торгівля — 10,0 %.